# Retman
RETMAN este un personaj de benzi desenate, asociat terapiei rațional-emotive și cognitiv-comportamentale prin care aceasta se adresează mai eficient copiilor, adolescenților și publicului larg. Terapia rațional-emotivă și cognitiv-comportamentală urmărește tratamentul tulburărilor emoționale și promovarea sănătății psihice prin modificarea comportamentelor și cognițiilor (gândurilor) dezadaptative/iraționale. 

## Istoric și Evoluție
Primul concept RETMAN a fost elaborat la Albert Ellis Institute, SUA, in anii 80, (Calvin Merrifield and Rebecca Merriefield: Call Me Retman and Have a Ball, 1979) pornind de la numele Rational Emotive Therapy (așa era numită atunci această formă de psihoterapie cognitiv-comportamentală). Din cauza costurilor mari atunci, proiectul a fost abandonat după ce s-a publicat o revistă de benzi desenate (comice). Conceptul a fost reluat în anul 2008 de către o echipa de psihologi români, cu o tehnologie modernă, care au investigat pentru prima dată experimental eficiența lui în promovarea sănătății și tratamentul tulburărilor psihice la copii și adolescenți (vezi "Meet RETMAN" la www.psychotherapy.ro).

## Concept

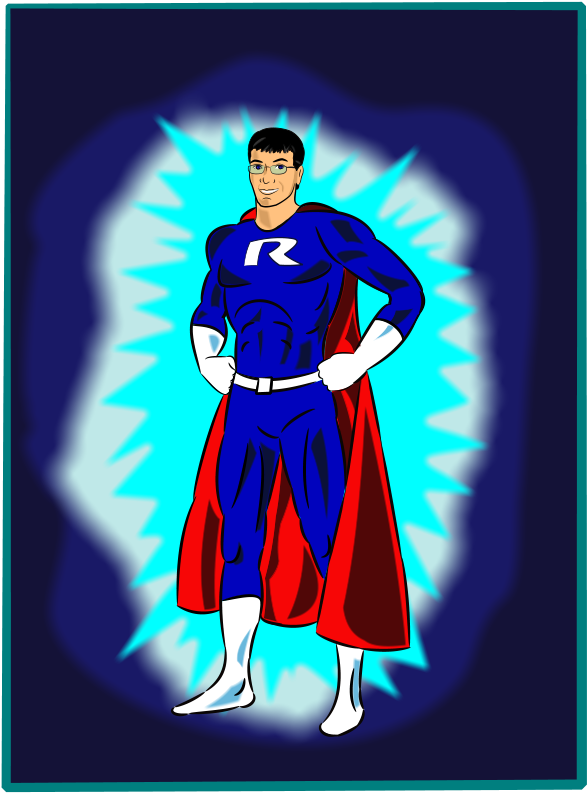
„Personajul de benzi terapeutice Retman“

Conceptul RETMAN a fost reluat în anul 2007, cu aprobarea Albert Ellis Institute, de către o echipă de psihologi români, coordonată de Prof. univ. dr. Daniel David. Echipa a dezvoltat inovativ și programatic conceptul RETMAN, într-un sistem RETMAN integrat, prezentat aici, care include: (1) benzi desenate terapeutice; (2) povești terapeutice; (3) desene animate terapeutice; și (4) sistemul robotic terapeutic RoboRETMAN. Conceptul propus de această echipă este unul cu totul nou, modelat după personajul Superman. Lui RETMAN i-a fost creată o planetă (Raționalia), noi aventuri și un inamic puternic în persoana vrăjitorului cel rău Iraționalius.
Profesorul Daniel David a extins lumea lui RETMAN, creându-i un inamic, 
în persoana faimosului și puternicului IRAȚIONALIUS și personaje, 
ajutoare ale lui IRAȚIONALIUS, corespunzând gândurilor iraționale: (1) 
NECESARUS (pentru gândirea rigidă/inflexibilă/absolutistă); (2) 
CATASTROFUS (pentru catastrofare); (3) FRUSTRATUS (pentru lipsa de 
toleranță la frustrare) și (4) DESCURAJATUS (pentru autodepreciere).
Povestile lui Retman se bazează pe povestea originală (autor: Dr. David): "...Retman era conducătorul Planetei Raționalia din Sistemul Ataraxia al Galaxiei Fericirii. El locuia în Orașul Echilibrium și era un Mare Psihoterapeut Vrăjitor, adică o persoană care te ajută atunci când suferi și care te învață cum să fi fericit. Marele Psihoterapeut Vrăjitor practica "Retmagia" (adică o magie rațional-emoțional-terapeutică), acest dar fiind primit de la Atotputernicul Creator al Lumii. Toți locuitorii plantei erau fericiți pentru că aveau tot ce își doreau și mai ales pentru că doreau numai ceea ce știau că merită. Secretul fericirii lor era așadar modul de a gândi și mintea lor. În timp ce Retman susținea o gândire rațională pe planetă, dușmanul său, Vrăjitorul Iraționalius, a devenit invidios și le-a furat mințile locuitorilor, care au devenit răi și invidioși, iar întreaga planetă a fost cuprinsă de răutate și disperare. Atunci Atotputernicul Creator al Lumii, supărat, i-a distrus pe toți, lăsându-l în viață doar pe Retman, singura persoană căreia Iraționalius nu a putut să-i fure mintea.  El a fost trimis pe Pământ cu scopul de a-i învăța pe cei de aici să fie raționali și fericiți, pentru a nu păți la fel ca cei de pe Raționalia..."

## Legături externe
- RETMAN
- REThink Project Arhivat în 5 decembrie 2014, la Wayback Machine.
- Retmagia lui Retman: cu aplicații pentru anxietate, depresie, furie și vinovăție Arhivat în 26 aprilie 2009, la Wayback Machine.
- Terapie cu benzi desenate[nefuncțională]
 in Clujeanul
- Benzi desenate terapeutice Arhivat în 3 martie 2009, la Wayback Machine. in Cotidianul
- Retman-vindecatorul minune in Ziarul Financiar
- Call Me Retman and Have a Ball Comic Book